# Alexits György (matematikus)
Alexits György (Budapest, 1899. január 5. – Budapest, 1978. október 14.) matematikus, egyetemi tanár, a Magyar Tudományos Akadémia tagja.

## Életpályája

### Gyermek- és ifjúkora, tanulmányai
Őseit, Alexics Jakab és János siklósi kereskedőket, I. Ferenc 1825-ben emelte nemességre, s 1826. május 13-án Felménes faluval ajándékozta meg. E családból származik A. Áron Demeter aradi főjegyző s román és szerb verselő és fia Alexi György, román nyelvészeti író, aki Aradon 1864. szeptember 14-én született. Nagyapja Alexics (Alexi) Áron Demeter Arad város főjegyzője, édesapja Alexics György (Alexi) (1864–1936) román nyelvészettel, irodalommal foglalkozó nyelvész, irodalomtörténész, etnográfus, az édesanyja Víg Jolán volt.
Középiskoláit Budapesten végezte. 1917-ben érettségizett. Beiratkozott a budapesti Magyar Királyi Tudományegyetemre, de még abban az évben behívták katonai szolgálatra és a frontra vezényelték. Hazatérve tevékeny szerepet vállalt a szocialista/kommunista mozgalomban. Belépett a Kommunisták Magyarországi Pártjába (KMP). A Párt alapító tagjai közé tartozott (1918. november). A magyarországi Tanácsköztársaság idején a nagyváradi direktórium tagja (1919. március–április) lett, a Szocialista Diákszövetségben dolgozott (1919 május–augusztus). A tanácshatalom bukása után Ausztria területére menekült (1919–1922). – Miután kizárták a budapesti egyetemről Grazban folytathatta és fejezte be egyetemi tanulmányait, tanári képesítést szerzett. Ott doktorált matematikából, disszertációjában a Laplace-egyenlettel kapcsolatos problémákkal foglalkozott (1924).
Magyarországra visszatérte után, kommunista magatartása miatt, eltiltották az oktatástól. A Statisztikai Hivatalban dolgozott, a Labor Gyógyszervegyészeti Gyár kalkulátora és az Országos Biztosító Intézet biztosítási matematikusa volt, újságírósodott, zenei kritikákat írt (1924–1926). A romániai Gyurgyevóban, egy középiskolájában tanított, és amellett tanársegédként előadásokat tartott a Bukaresti Tudományegyetem  Matematika Tanszékén (1926–1927). Magyarországon 1928-ban engedélyt kapott arra, hogy tanári oklevelet szerezzen. Matematika–fizika szakos középiskolai tanár lett (1929).
Budapesten, polgári iskolában helyettes-tanárként kezdett tanítani (1928–1930), majd a Váli úti polgári fiúiskola rendes-tanára lett (1930–1938). Ebben az időben indította el kutatásait. A görbeelmélettel foglalkozott (1930). Kinevezett középiskolai tanárként, 1945-ig, matematikát és fizikát két gimnáziumban tanított Budapesten: IV. kerület Sancta Maria Római Katolikus Leánygimnázium (1938–1940), V. kerület Eötvös József Gimnázium (1938–1945). – A Grazi Egyetemen megszerzett doktorátusát Kolozsvárott honosíttatta, és az újjá szerveződő Kolozsvári Magyar Királyi Ferenc József Tudományegyetemnek tanársegéde lett (1940–1941). – A budapesti József Nádor Műszaki és Gazdaságtudományi Egyetem III. számú Matematika Tanszékének tanársegédeként vezetett egyetemi foglalkozásokat (1941–1944). Itt, Bay Zoltán támogató segítségével, az ortogonális függvények tárgykörben, magántanári képesítést szerzett (1943). – A második világháború alatt bekapcsolódott az ellenállási mozgalomba, tevékenységéért letartóztatták, és a németek Dachauba, majd Spaichingenbe internálták (1944). 1945-ben tért haza. Tudományos munkája mellett Budapest II. kerületébe költözött Gizella leánygimnáziumban iskolaigazgató volt (1945–1947 – a közelmúltig Kalmár László Számítástechnikai Szakközépiskola).

### Politikai tevékenysége 1945 után

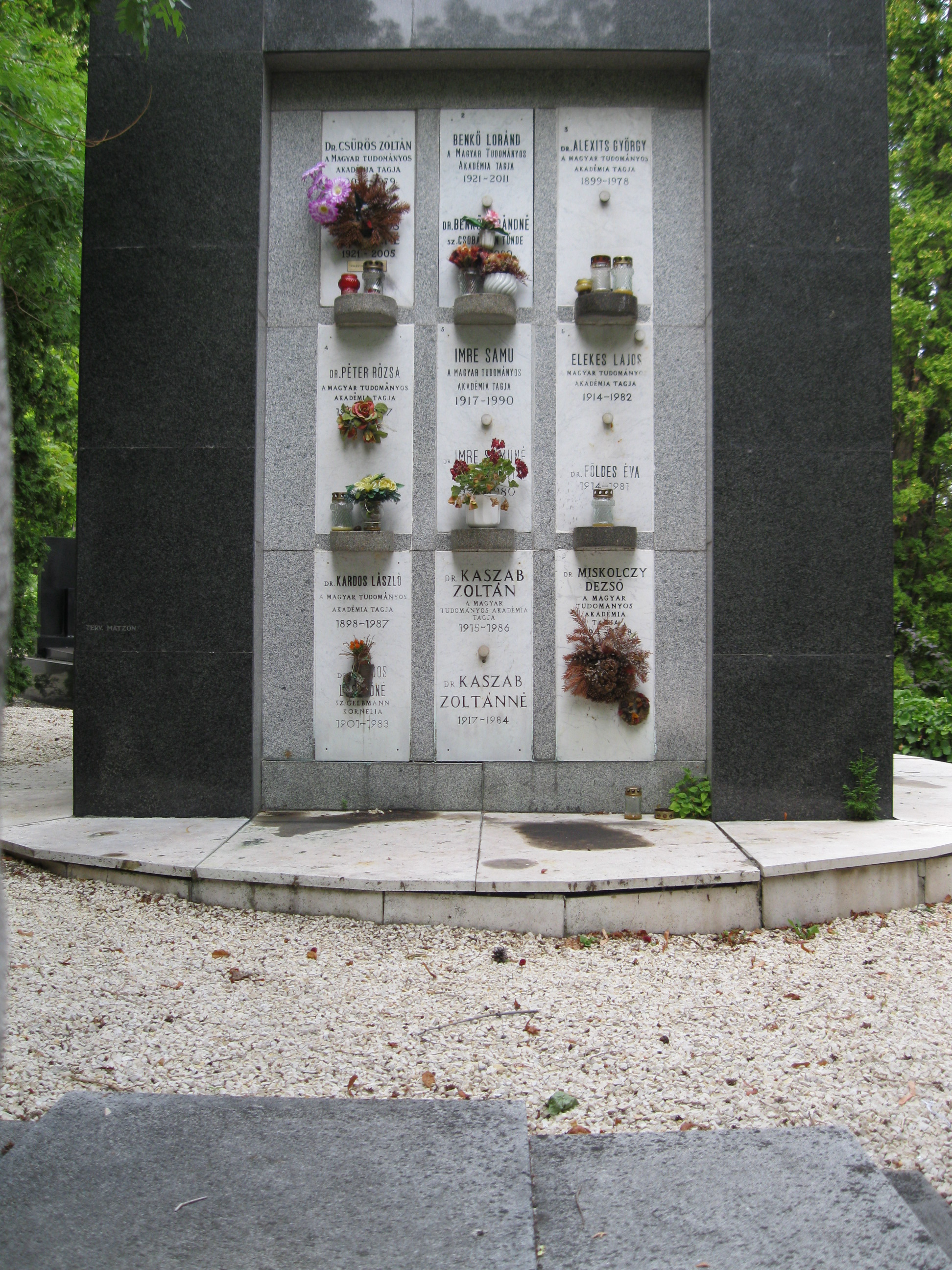
A Farkasréti temető Urnaháza. Itt található Alexits György urnafülkéje is.

Államtitkári beosztásban dolgozott a Vallás- és Közoktatási Minisztériumban (1946–1948). A Magyar Tudományos Akadémia háttérbeszorítására, és az előző intézményi struktúra felszámolására létrehozott Magyar Tudományos Tanács főtitkára (1948–1949), majd 1949 decemberétől, a sikeresen szovjettípusúvá szervezett (államosított) MTA első főtitkára volt (1949–1950). Ebben az időszakban számos tudóst fosztottak meg akadémiai tagságától, többjüket teljesen kiszorították a magyarországi tudományos életből, eltávolítottak az egyetemekről. A tisztogatási, átalakítási folyamatban, a feladatok megvalósításában – döntéseket előkészítő és döntésvégrehajtóként – jelentős szerepe volt.

### Egyetemi oktató, kutató
1948-tól 1967-ig a Műegyetem III. sz. matematikai tanszékének vezetőjeként dolgozott. 1967-től az Magyar Tudományos Akadémia Matematikai Kutatóintézetében lett tudományos osztályvezető. Főleg ortogonális függvénysorokkal, approximációelmélettel, valamint valós függvénytannal, görbeelmélettel, metrikus geometriával foglalkozott.
1948-ban választották a Magyar Tudományos Akadémia levelező, 1949-ben rendes tagjává.
Sírja Budapesten, a Farkasréti temető Urnaházában a 3-as számú urnafülke.

## Művei
- Alexits György: Konvergenzprobleme der Orthogonalreihen. Berlin, 1960.
- Alexits György: Konvergenzprobleme der Orthogonalreihen. Akadémiai kiadó 1961.
- Alexits György – Leindler László: Uber die Approximation im starken Sinne. (Acta Math. Acad. Sci. Hung. 16, 27-32, 1965)
- Alexits György – Fenyő István: Matematika vegyészek számára. Tankönyvkiadó 1973.
- Alexits György: Bolyai János világa. Akadémiai Kiadó, Budapest, 1977.

## Díjai
- Kossuth-díj (1951) – Az ortogonális sorfejtések terén végzett vizsgálataiért.
- Állami Díj I. fokozat (1970) – Az ortogonális sorfejtések és függvényapproximációk elméletben elért eredményeiért, a területeken hazai kutatóiskola felneveléséért, a Konvergenzprobleme der Orthogonalreihen című nemzetközi sikert elért monográfiáért.
- Szele Tibor-emlékérem (1976)

## Emlékezete
Emlékére a Magyar Tudományos Akadémia 1984 óta évente Alexits György-díjat ad ki az analízis kiváló kutatóinak.